# Сидоров, Евгений Юрьевич
Евге́ний Ю́рьевич Си́доров (род. 11 февраля 1938, Свердловск) — советский и российский литературный критик, литературовед, эссеист, общественный и государственный деятель. Член Комиссии Российской Федерации по делам ЮНЕСКО (с 1992). Преподаватель - руководитель творческого семинара,  профессор Литературного института имени А. М. Горького (с 1987) и его ректор (1987—1992). Министр культуры Российской Федерации (1992—1997). Чрезвычайный и полномочный посол (1999). Заслуженный деятель искусств Российской Федерации (2008). Первый секретарь Союза писателей Москвы (с 2008).

## Биография
Родился в Свердловске (ныне Екатеринбурге) 11 февраля 1938 года в семье юристов. Отец, Юрий Никифорович (1911—1972), председатель Пермской областной коллегии адвокатов, мать, Наталья Даниловна (1915—1952), член Гражданской коллегии Верховного суда РСФСР. Дед по мужской линии — мелитопольский купец 2-й гильдии (в 1880-х гг. земский учитель, участник революционного движения, народник) Никифор Климентович Сидоров, бабка — Мария Петровна Кадыгроб (её дед — титулярный советник Александр Николаевич Кадыгроб, предводитель дворянства и судья Мелитопольского уезда Таврической губернии в 1850-х гг.), из рода запорожских казаков, известного с 1640-х годов и возведённого в дворянство в 1780-х годах. Окончил с отличием юридический факультет Московского государственного университета (1961), а также аспирантуру на кафедре теории литературы и литературной критики Академии общественных наук при ЦК КПСС (АОН при ЦК КПСС) (1974), где защитил кандидатскую диссертацию по филологии («К проблеме стилевого многообразия современной русской советской прозы (60—70-е годы)». Член КПСС до августа 1991 года.
Работал в Московском горкоме ВЛКСМ (1960—1962), член редколлегии и заведующий отделом литературы и искусства газеты «Московский комсомолец» (1962—1965), заведующий отделом русской литературы «Литературной газеты» (1965—1967), заведующий отделом критики журнала «Юность» (1967—1971), заместитель заведующего кафедрой литературы АОН при ЦК КПСС (1974—1978), первый проректор (1978—1987) и ректор Литинститута (1987—1992). Министр культуры России (февраль — март 1992), министр культуры и туризма Российской Федерации (март — сентябрь 1992), вновь министр культуры Российской Федерации (декабрь 1992 — август 1997; кандидатура Сидорова на пост министра была предложена госсекретарю Г. Э. Бурбулису группой либеральной интеллигенции (академиком Дмитрием Лихачёвым, Михаилом Ульяновым и Юрием Карякиным). Постоянный представитель РФ при ЮНЕСКО в Париже (1998—2002, сменил в этой должности правозащитника Михаила Федотова), посол по особым поручениям (2002—2004). С 1978 года и до настоящего времени преподаёт в Литературном институте имени А. М. Горького: профессор кафедры литературного мастерства, руководитель творческого семинара; член Учёного Совета института.
Избирался депутатом Государственной Думы России в 1993 и 1995 годах. Член фракции «Выбор России». В марте 1994 года член инициативной группы по созданию партии Демократический выбор России (ДВР). Отказался от мандата депутата второй Думы, оставшись на посту министра.
В 1987—1999 годах ежегодно выступал с лекциями на отделениях русистики в университетах Германии (Кёльн, Бремен), Италии (Турин, Милан, Удине, Генуя, Верона), Франции (Сорбонна), США (Нью-Джерси, Южная Юта). Член жюри премии «Русский Букер» (1998), председатель жюри (2008). Председатель жюри российско-итальянской премии «Москва — Пенне» (с 1996 года по настоящее время).
Секретарь Правления Союза писателей СССР (1986—1991), заместитель Генерального секретаря Ассоциации писателей Азии и Африки (1986—1990). С января 2008 года — первый секретарь Союза писателей Москвы. Входил в редколлегию журнала «Вопросы литературы» (до 2013). Член Союза писателей Москвы, Союза журналистов России, Союза кинематографистов России, член Русского ПЕН-центра (в 2016—2017 годах — член его исполкома).
В марте 2014 года вместе с рядом других деятелей науки и культуры выразил своё несогласие с политикой российской власти в Крыму.
Женат вторым браком, вторая супруга — дочь редактора «Вечерней Москвы» Семёна Индурского. В загсе свидетелем у молодожёнов был поэт Евгений Евтушенко. Отец двух сыновей.

## Основные работы
Автор книги о Евгении Евтушенко (три издания). Опубликовал сотни статей по проблемам русской и многонациональной литературы СССР. Много писал также о современном театре и кинематографе. Его работы неоднократно переводились на иностранные языки. Среди книг Е. Ю. Сидорова: «Время, писатель, стиль» (два издания), «На пути к синтезу», «Мысли в дороге», «Страницы и судьбы», «Теченье стихотворных дней…», «Ориентиры культурной политики», «Необходимость поэзии», «Записки из-под полы» и др.
В центре внимания критика — вопросы стиля, формы прозаического и поэтического высказывания. Его герои — Михаил Булгаков, Осип Мандельштам, Борис Пастернак, Иосиф Бродский, Леонид Мартынов, Варлам Шаламов, Василий Аксёнов, Белла Ахмадулина, Фёдор Абрамов, Валентин Распутин, Юстинас Марцинкявичюс, Чингиз Айтматов, Фазиль Искандер, Олжас Сулейменов, Отар Чиладзе и другие писатели XX века.

## Награды и звания
- Орден «За заслуги перед Отечеством» IV степени (13 февраля 1998) — за большой вклад в развитие культуры[12].
- Орден Александра Невского (29 июня 2018) — за большой вклад в развитие отечественной культуры и искусства, средств массовой информации, многолетнюю плодотворную деятельность[13].
- Орден Трудового Красного Знамени (10 февраля 1988) — за заслуги в развитии советской литературы и в связи с пятидесятилетием со дня рождения[14].
- Орден Дружбы народов (16 ноября 1984).
- Орден «Знак Почёта» (7 августа 1981).
- Офицерский крест ордена Великого князя Литовского Гядиминаса (14 июня 2001, Литва)[15].
- Нагрудный знак «За заслуги перед польской культурой» (Польша).
- Заслуженный деятель искусств Российской Федерации (4 июня 2008) — за заслуги в области искусства[16].
- Благодарность президента Российской Федерации (14 августа 1995) — за активное участие в подготовке и проведении празднования 50-летия Победы в Великой Отечественной войне 1941—1945 годов[17].
- Нагрудный знак МИД России «За вклад в международное сотрудничество» (2018).
- Лауреат Международной премии им. Петра Великого (2002) — за выдающийся личный вклад в развитие культурных и научных связей России с зарубежными странами.
- Премия «Золотая олива — Медитерранео» (Италия, 1991).
- Почётный гражданин города Джексона (США, 1996).
- Почётный гражданин города Пенне (Италия, 2008).
- Почётный доктор гуманитарных наук Университета Южной Юты (США, 1997).
- Почётный член Российской Академии художеств (2008).
- Действительный член Российской Академии искусств (2017).
- Наградное оружие — пистолет ПСМ[18].

## Дипломатический ранг
Чрезвычайный и полномочный посол (9 сентября 1999)